# Вознесенский собор (Осташков)
Собор Вознесе́ния Госпо́дня (Вознесенский или Знаменский собор) — православный храм в городе Осташкове Тверской области. Бывший собор Знаменского женского монастыря, ныне приходской храм Осташковского благочиния Тверской епархии Русской православной церкви. Расположен в восточной части города, недалеко от озера Селигер. Памятник архитектуры регионального значения.

## История
Знаменский женский монастырь в Осташкове был основан в 1673 году. В 1692 году был построен первый деревянный собор.
Первый каменный храм был построен в 1742 году.
После городского пожара 1868 года собор сильно пострадал, его перестроили по проекту местного техника Демидова.
В 1928 году монастырь был упразднён, а храм закрыт. По ходатайству верующих, 30 марта 1947 года власти открыли зимнюю часть храма и перенесли туда мощи Нила Столобенского. Длительное время находилась в Вознесенском соборе бывшего Знаменского женского монастыря скульптура Нила Столобенского конца XVIII века, почитаемая как чудотворная и в настоящее время находящаяся в Нило-Столобенской пустыни.
Для мощей Нила Столобенского была устроена вызолоченная рака и сень, в которой они находились до 9 июля 1995 года. В июле 1995 года мощи были перенесены Священным Синодом во главе с Патриархом Алексеем в Нилову пустынь. А в Знаменском соборе оставили частицы мощей Преподобного.

## Современное состояние
По состоянию на 2021 год храм действует. Настоятель — Димитрий Викторович Марковский.

## Галерея

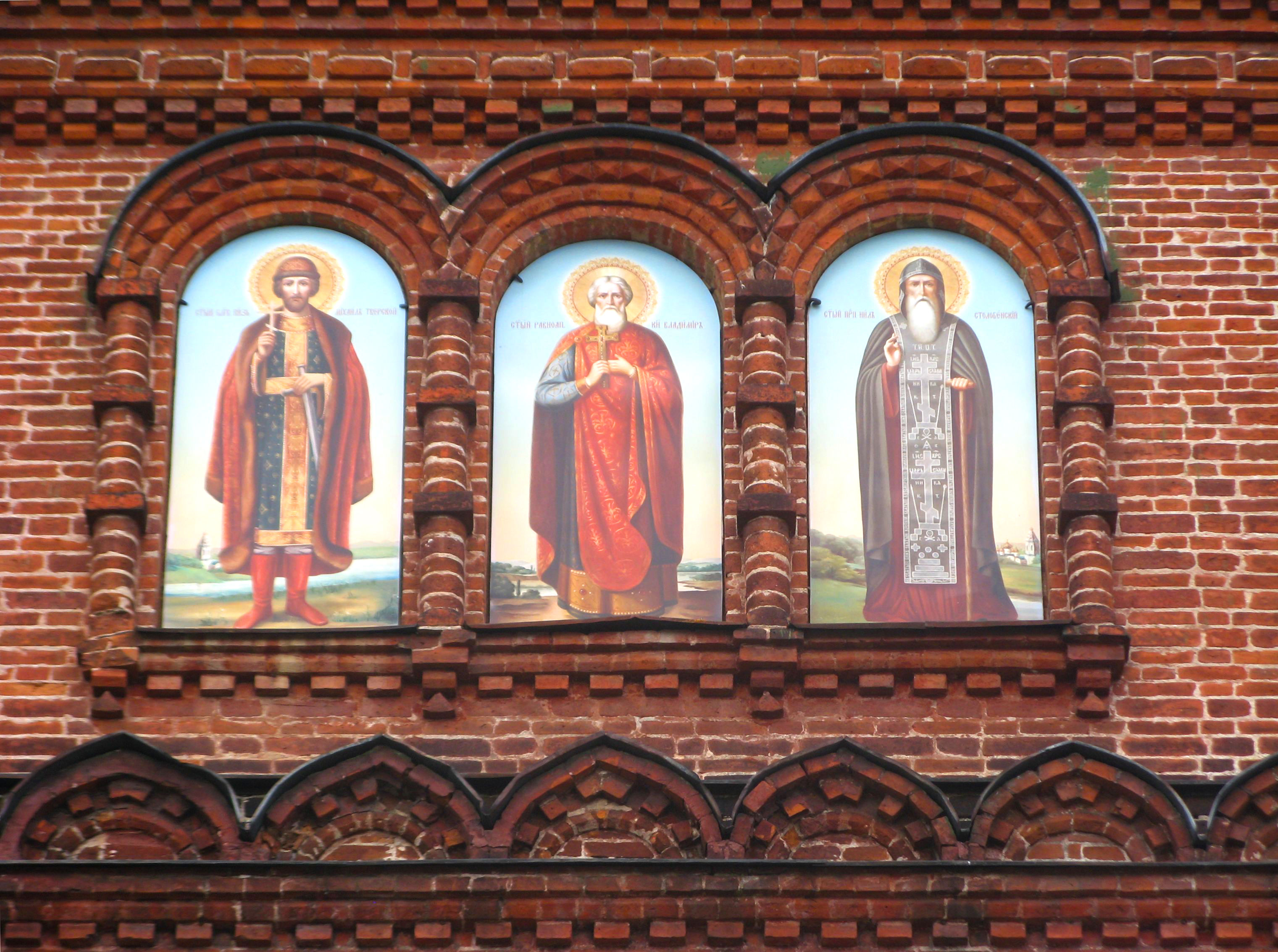
Иконостас.
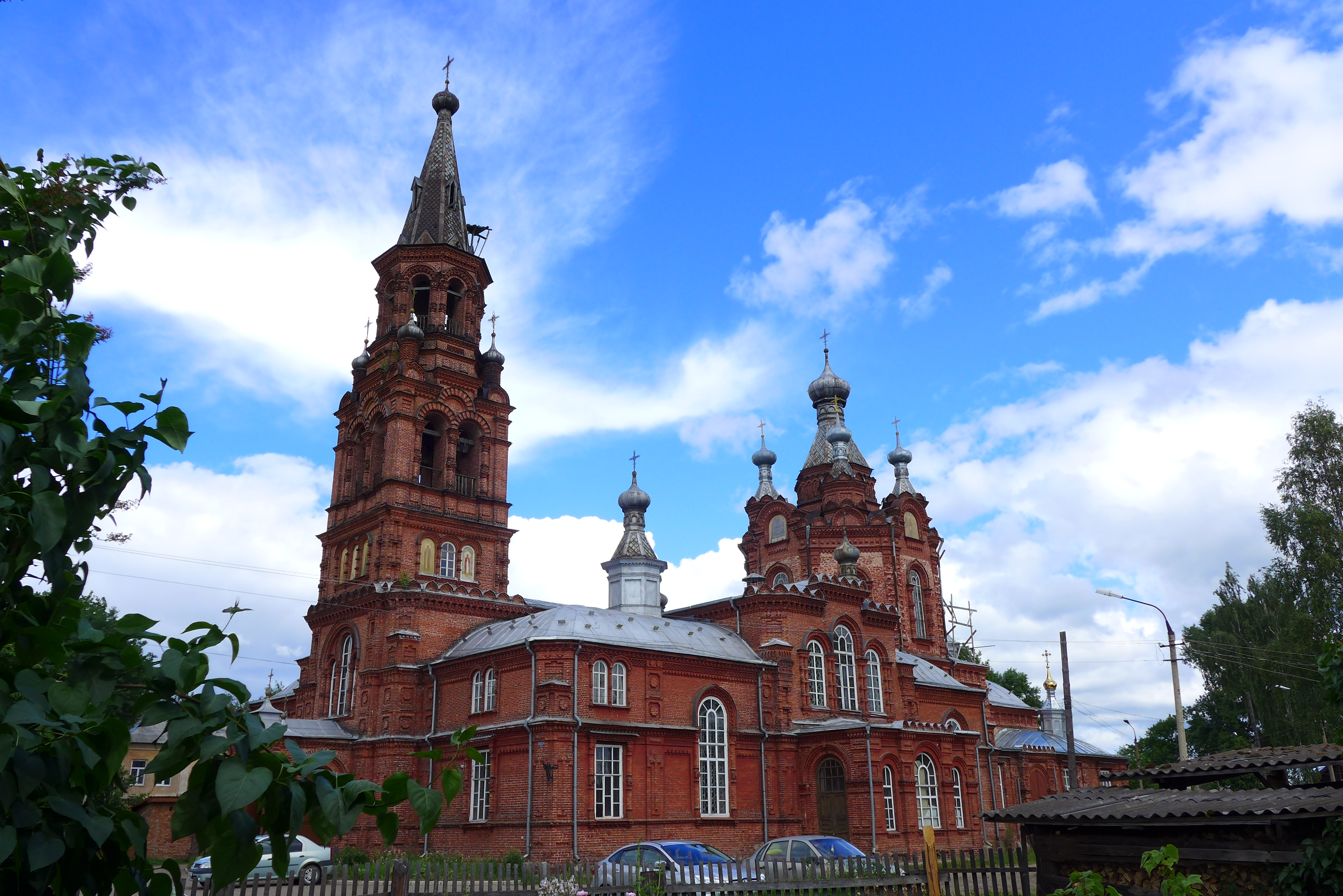
Общий вид.
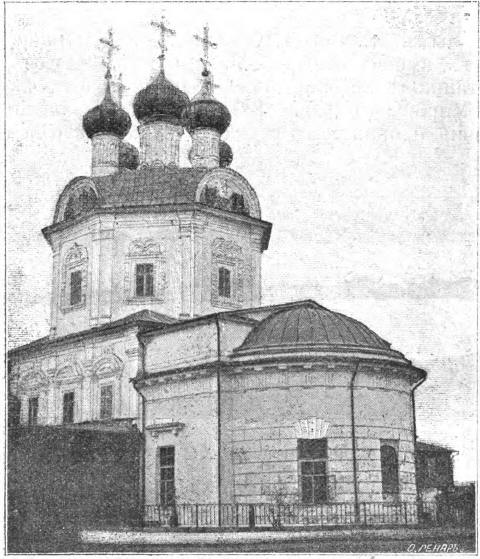
Общий вид до революции (до пожара 1858 года).
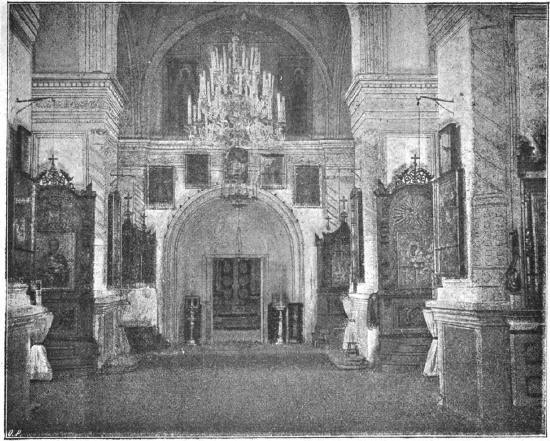
Интерьер храма в 1880-х.